# Memorial Stadium (Baltimore)
O Memorial Stadium foi um estádio localizado em Baltimore, no estado de Maryland, nos Estados Unidos, o estádio foi inaugurado em 1922 e reconstruído em 1950, foi a casa do time de beisebol Baltimore Orioles da MLB entre os anos de 1954 até 1991 e dos times de futebol americano Baltimore Colts da NFL entre os anos de  1953 a 1983 e do Baltimore Ravens entre 1996 e 1997, o estádio foi demolido em 2001 e um complexo de apartamentos foi construído no local.